# Cratere Marjanah
Marjanah è un cratere sulla superficie di Encelado.